# Ų
Ų, ų (U с огонэком) — буква расширенной латиницы, используемая в литовском, шведском (эльвдаленский диалект) языках, а также в некоторых индейских языках.

## Литовский язык
Буква «Ų» — 28-я буква литовского алфавита. В литовском языке эта буква называется у носовая (лит. u nosinė). Никогда не ставится в начале слова. Предназначена обозначать назализированный звук там, где раньше исторически находился дифтонг un, например, лит. siųsti – siunsti.